# Mapania tepuiana
Mapania tepuiana là loài thực vật có hoa trong họ Cói. Loài này được (Steyerm.) T.Koyama mô tả khoa học đầu tiên năm 1967.